# Occidryas macyi
Occidryas macyi är en fjärilsart som beskrevs av Kenneth Fender och Jewett 1953. Occidryas macyi ingår i släktet Occidryas och familjen praktfjärilar. Inga underarter finns listade i Catalogue of Life.